# Хрватска војна крајина
Хрватска војна крајина (њем. Kroatische Militärgrenze, мађ. Horvát határőrvidék) или само Хрватска крајина, односно Хрватска војна граница, била је саставни део Војне крајине, посебне пограничне области у оквиру Хабзбуршке монархије, а касније Аустријског царства и Аустроугарске монархије. Успостављена је током 16. века, у облику Карловачког генералата. Појам Хрватска крајина накнадно се током 18. века проширио на Банску крајину и Вараждински генералат, чиме је настала проширена Хрватска крајина, која је средином 19. века спојена са новом Славонском војном крајином, чиме је створена обједињена Хрватско-славонска војна крајина, која је укинута и развојачена у периоду од 1871. до 1873. године.

## Историја
Хрватска војна крајина основана је крајем 16. вијека од дијела територије хабзбуршке Краљевине Хрватске. Првобитно је била номинални дио Хрватске, али је 1627. године пребачена под непосредну царску управу као дио Војне крајине. Крајина се налазила на граници са Османским царством. На подручју Крајине, краљеви и цареви су обећавали слободно земљиште и слободу религије људима који дођу на том подручје са већинским српским и хрватским становништвом. У замјену, људи који су живјели на том подручју имали су обавезу да се боре на страни Царства и да штите земљу.

### Оснивање
У одговор на учестале Османлијске пљачкашке походе, Хрватски сабор, који се 15. маја 1574. састао у Загребу, створио је закључак, да се имају саградити 2 нове тврђаве: једна код Топускога на ријеци Глини, а друга код Бреста, где Турци обичавају прелазити ријеку Купу. Још ће у јужној Хрватској поправити тврђаве: Слуњ, Турањ, Тоуњ и Херендић, а у сјеверној Хрватској тврђаве: Расињу, Градец и Врбовец. На трошак читаве Хрватске издржаваће се одсада нова војска: 240 харамија. Под заповједништвом подбана бранит ће 200 харамија тврђе и пријелазе код ријеке Купе, где се тако развила покупска или банска Крајина. Других 40 харамија служит ће као први оружници, да Хрватску бране од Влаха, који су као турски »мартолози« хватали дјецу у Загорју. Зато ће 20 харамија чувати пријелазе на Загребачкој гори, а других 20 на Очури. За издржавање харамија плаћат ће се у Хрватској даћа »димница«, и то форинт од свакога димњака.
Цар Рудолф је 25. фебруара 1578. своме стрицу Карлу повјерио потпуну управу војне Крајине у Хрватској и Славонији. У то име краљ препушта њему све порезе, што их је до сада добијао из Крањске, Штајерске и Корушке. Ове приходе нека Карло употријеби за издржавање војске, која ће Крајину и споменуте земље бранити од Турака. Краљ још обећава, да ће у ту сврху доприносити и Њемачка. Карло добија право, да у штајерском Грацу уреди »ратно вијеће«, у које ће Крањска и Корушка бирати по 2, а Штајерска 3 члана. Све генерале, капетане и друге официре на Крајини може Карло именовати сам, након што је о тому обавијестио краља. »У погледу војних послова има се надвојводи Карлу у наше име покоравати такођер бан Хрватске и Славоније са читавом њему подређеном војском, затим сталежи истих земаља, те пучки устанак у Хрватској и Славонији.«
Ове краљеве одлуке услиједише прије, неголи је своје вијећање завршио сабор Карлових насљедних земаља, који се од 1. јануара до 1. марта 1578. састао у Бруку на Мури. Тамо је 45 заступника из Штајерске, Корушке и Крањске (којој се прибрајаху Горица, Трст, Истра и Ријека) преко 2 мјесеца расправљало о томе, како да се турска сила заустави на Крајини; јер пропадне ли Крајина, Турци ће проваљивати у Крањску, Штајерску и Корушку. Сабор је одлучио, да ће споменуте земље доприносити знатне жртве за опстанак Крајине. Јужно од Купе и Саве (у тзв. хрватској Крајини) уздржават ће се трошком од 160.848 форинти годишње 2.435 војника, и то: 500 хусара, 300 аркебузира (коњаника с пушком), 320 њемачких пјешака, те 1315 харамија, тј. пјешака обучених у хрватско сељачко одијело. У сјеверној или славонској Крајини трошит ће се годишње 152.496 форинти за издржавање 2.700 војника, од тога: 400 хусара, 200 аркебузира, 350 њемачких пјешака и 1750 харамија. Још је споменути сабор одредио 420.000 форинти у ту сврху, да се у хрватској Крајини поправе неке тврђаве и да се сагради нова јака тврђава, која ће моћи сузбијати навале турске. Градња је започела 13. јула 1579, када су у темељ ставили 900 турских глава. (Ови Турци погинуше почетком априла г. 1578. пригодом јуришања на Дубовац.) Хрватски су кметови по одлуци хрватског Сабора радили бесплатно (кулуком), о својој храни, и градња је брзо напредовала. Већ 2. септембра бијаше већи део бедема изграђен, а 4. октобра уселио се врховни капетан (потпуковник) Иван Ференбергер у готову тврђаву, која је по надв. Карлу добила име Карловац (њемачки »Karlstadt«).

### Првобитна Хрватска крајина
Заповједником хрватске Крајине постао је крајем октобра 1579. барон Вајкард Ауерсперг, који бијаше досада земаљски капетан Крањске. Заповједник Крајине морао је стално боравити у Карловцу, где је била посада од 800 војника, од тога 400 хусара. Под командом пуковника у Карловцу били су крајишки капетани у Огулину, Храстовици, Слуњу, Бихаћу и Сењу с 2.485 војника. Огулинској капетанији припадају тврђе: Огулин, Модруше и Светица (код Јосипдола) са 62 харамије; храстовичкој капетанији тврђе: Храстовица и Средњи Градац (на потоку Бручини) са 150 харамија и 62 њемачке слуге; слуњској капетанији тврђе: Слуњ, Цетин, Тржац, Дабар и Јесеница са 420 харамија и Ускока (жумберачких); бихаћкој капетанији тврђе: Бихаћ, Изачић и Рипач са 50 хусара, 150 харамија и 202 њем. слуге; сењској капетанији тврђе: Сењ, Карлобаг, Леденице, Трсат, Брлог, Оточац и Бриње са 248 харамија и 33 њем. слуге. Непосредно под надзором заповједника хрв. Крајине стоје тврђе: Будачки, Хресно, Петрова гора (бивши самостан павлински), Смрчковић, Доња Кладуша и Благајски торањ (на Корани) са 280 харамија. Поврх тога може он запосјести тврђе: Блињу и Винодол код Храстовице, Бојну, Вранограч и Горњу Кладушу под Петровом Гором, Кључ на Корани, Сокол код Бихаћа, Плашки код Огулина, Прозор код Оточца, те Перушић у Лици.
Војници су морали да врше пуну војну службу од 16. до 66. године. Крајем 17. вијека, Хабзбуршка монархија проширила је своје границе те је и територија Хрватске војне крајине такође проширена на исток, на рачун некадашњих османских покрајина.

### Влашки статути
Цар Фердинанд II је у новембру 1630. године прогласио Влашки статут (лат. Statuta Valachorum), декрет којим су дефинисана права „Влаха” (термин је кориштен за заједнице православних избјеглица, првенствено Србе) везана за војну команду, обавезе и унутрашњу самоуправу.

### Проширивање и укидање
Значајне промене наступиле су крајем 18. века, када је појам "Хрватска војна крајина" проширен на суседне крајишке области. Претходно је 1783. године извршено спајање Банске крајине и Вараждинског генералата у обједињену Банско-вараждинску крајину, којој је 1786. године придружен и Карловачки генералат, чиме је створена обједињена Банско-вараждинско-карловачка крајина, из које је већ 1790. године издвојена Банска крајина, чиме је остатак сведен на Карловачко-вараждинску крајину, са седиштем у Загребу. Нова реорганизација извршена је 1823. године, када је Банска крајина поново и коначно спојена са Карловачко-вараждинским генералатом, чиме је створена проширена Хрватска војна крајина. Такво стање је остало до реформи које су спроведене у периоду између 1848. и 1850. године, када су две суседне крајине, проширена Хрватска и нова Славонска, обједињене у јединствену Хрватско-славонску војну крајину са седиштем у Загребу.
Током 1869. године, отпочео је процес етапног развојачења војно-крајишких области. Прво је 1871. године укинута војна управа на подручју старог Вараждинског генералата, чије су регименте развојачене, након чега је њихова територија прикључена Краљевини Хрватској и Славонији. Потом је 1873. године извршено развојачење преосталог дела хрватске и славонске војне крајине, али те области нису одмах прикључене Краљевини Хрватској и Славонији, већ су добиле посебну земаљску управу, која се делила на шест крајишких окружја, од којих су три била на преосталом подручју хрватске крајине (окружја: огулинско-слуњско, личко-оточко, банијско). Тек 1881. године, сва крајишка окружја прикључена су Краљевини Хрватској и Славонији, која је тиме добила границу на рекама Уни и Сави. У оквирима проширене Краљевине, прикључена окружја наставила су да постоје све до 1886. године, када је жупанијско уређење протегнуто и на те просторе, чиме је био окончан процес интеграције некадашњих крајишких области.

## Географија
Овај дио Војне крајине укључивао Лику, Кордун и Банију, а на истоку се граничио са хабзбуршком Краљевином Славонијом, на југоистоку са Османским царством, на југу са Млетачком републиком, на западу је излазио на Јадранско море, на сјеверозападу се граничио са хабзбуршком Краљевином Хрватском и на сјеверу са хабзбуршком Краљевином Угарском.
Славонска војна крајина се настављала на Хрватску крајину на ушћу ријеке Уне у ријеку Саву. Као и остатак Војне крајине.

## Подјела
Од краја 18. века, проширена Хрватска војна крајина укључивала је три војне области које су се даље дијелиле на регименте:
- Вараждински генералат
  - Крижевачка регимента
  - Ђурђевачка регимента
- Карловачки генералат
  - Личка регимента
  - Оточка регимента
  - Огулинска регимента
  - Слуњска регимента
- Банска крајина
  - Глинска регимента
  - Петрињска регимента

## Демографија
Према процјени становништва из 1802. године, на подручју проширене Хрватске крајине живјело је::
- 195.380 римокатолика
- 180.800 православаца

Према процјени становништва из 1820. године, на подручју проширене Хрватске крајине живјело је:
- 207.747 римокатолика
- 198.728 православаца

Према мађарском статистичару Фењешу Елеку, у проширеној Хрватској крајини 1840. године живјело је 498.947 становника чија је етничка структура била сљедећа:
- 258.454 Хрвата
- 240.493 Србина

На првом модерном попису становништва 1857. године забиљежена је сљедећа вјерска структура Хрватске војне крајине:
- 285.344 римокатолика
- 253.429 православаца
- 5.433 гркокатолика

74,8% становништва Хрватске војне крајине бавило је се пољопривредом, 18,63% били су неактивни војници, док је 3,11% радило у индустрији.